# Mama, I'm Coming Home
"Mama, I'm Coming Home" é o quarto single do álbum No More Tears, lançado pelo cantor de heavy metal Ozzy Osbourne, em 1991.
A canção é sobre sua esposa e empresária, Sharon Osbourne, no qual ele a apelidou de "Mama", e o seu retorno para ela após sua aposentadoria iminente. A canção foi co-escrita por Lemmy, líder da banda de heavy metal Motörhead.

## Faixas
CD Single
| N.º | Título                   | Duração |  |
| 1.  | "Mama, I'm Coming Home"  | 4:09    |  |
| 2.  | "Don't Blame Me"         | 5:00    |  |
| 3.  | "Party with the Animals" | 4:15    |  |

Alemanha CD Single
| N.º | Título                                    | Duração |  |
| 1.  | "Mama, I'm Coming Home" (Album Version)   | 4:11    |  |
| 2.  | "Mama, I'm Coming Home" (Live at Budokan) | 4:37    |  |
| 3.  | "Crazy Train" (Live at Budokan)           | 6:00    |  |
| 4.  | "Mama, I'm Coming Home" (Video Version)   |         |  |

## Posições nas paradas musicais
| País - Parada Musical (1992)            | Melhor posição |
| --------------------------------------- | -------------- |
| Áustria - Ö3 Austria Top 40             | 42             |
| Estados Unidos - Billboard Hot 100      | 28             |
| Estados Unidos - Mainstream Rock Tracks | 2              |
| Nova Zelândia - RIANZ                   | 48             |
| Reino Unido - UK Singles Chart          | 46             |
| Suíça - Swiss Charts                    | 62             |
| País - Parada Musical (2003)            | Melhor posição |
| Alemanha - Germany Top 100 Singles      | 27             |